# Ильзан

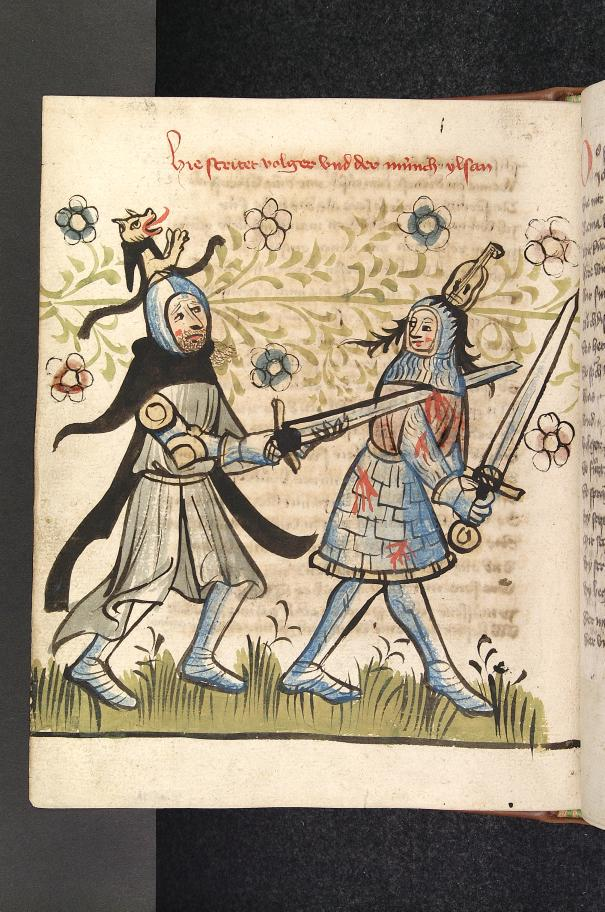
Поединок Ильзана с Фолькером из Альцая

Ильзан (Ilsan, Elsan) — комическое лицо в немецкой героической саге, престарелый монах, в котором странным образом прорывается наружу старая боевая удаль.
По большинству источников, Ильзан — брат Гильдебранда. В поэме «Розенгартен» он на стороне Дитриха Бернского победоносно бьётся с Фолькером. Целуя прекрасную Кримгильду, до крови расцарапал ей лицо своей щетинистой бородой. В песне о Рабенской битве (Rabenschlacht) Дитрих его убивает, так как он недостаточно тщательно охранял вверенных ему сыновей Гельхе.